# Берген-Белзен
 Тази статия е за концентрационния лагер.  За създадения по-късно бежански лагер вижте Берген-Белзен (бежански лагер).  
Берген-Белзен (на немски: Bergen-Belsen) е германски концентрационен лагер, разположен край град Берген, Долна Саксония.
През 1943 – 1945 г. там умират около 50 хил. души, включително близо 35 хил. при епидемия от тиф в началото на 1945 г.
Лагерът е освободен от британската 11-а бронирана дивизия на 15 април 1945 г. В него са открити около 60 хил. затворници, повечето в лошо здравословно състояние, както и 13 хил. непогребани трупа.

## История на лагера
Създаден е през 1940 г. като лагер за съветски военнопленници, като до пролетта на 1942 г. там умират от глад, студ и болести около 18 хил. души. През 1942 г. е преобразуван в концентрационен лагер, а от април 1943 г. е под командването на СС.
Първоначално Берген-Белзен е лагер за интерниране (Aufenthaltslager), в който са изпратени няколко хиляди евреи, които трябва да бъдат разменени за интернирани цивилни германци в други страни. През март 1944 г. част от лагера е преобразувана във възстановителен лагер (Erholungslager), където са изпращани затворници от други лагери, твърде болни, за да работят. През август 1944 г. в лагера пристигат около 8000 жени от различни националности, прехвърлени от лагера Аушвиц.
През декември 1944 г. командването на Берген-Белзен е поето от Йозеф Крамер, дотогава на служба в Аушвиц-Биркенау. С настъплението на съветските войски голям брой затворници от концлагерите на изток са прехвърлени в Берген-Белзен – на 1 декември 1944 г. затворниците са около 15 хиляди, на 1 февруари 1945 г. – 22 хиляди, на 1 март – 42 хиляди, на 15 април – 60 хиляди. В същото време нараства и смъртността поради пренаселването на предназначения за 10 хиляди затворници лагер и започналата епидемия от тиф. През февруари същата година умират около 7 хиляди души, през март – 18 хиляди, през първата половина на април – 9 хиляди.
Лагерът Берген-Белзен не е предназначен за масово унищожаване на хора и там не са изграждани газови камери. По-голямата част от 50-те хиляди жертви, главно евреи, чехи, поляци, християни, хомосексуални и цигани, умират от тиф. Сред тях са чешкият художник и писател Йозеф Чапек и нидерландската писателка Ане Франк. Средната продължителност на живота на затворниците в лагера е около 9 месеца.
След като британските и канадски части освобождават лагера на 15 април 1945 г., те заварват там хиляди тела и принуждават пленения германски персонал да ги погребе. Оцелелите затворници са преместени в съседен лагер на германската армия, но до лятото на 1945 г. още 13 хиляди от тях умират. Самият концлагер е унищожен с огнехвъргачки, за да се предотврати разпространението на епидемията от тиф.